# Coe

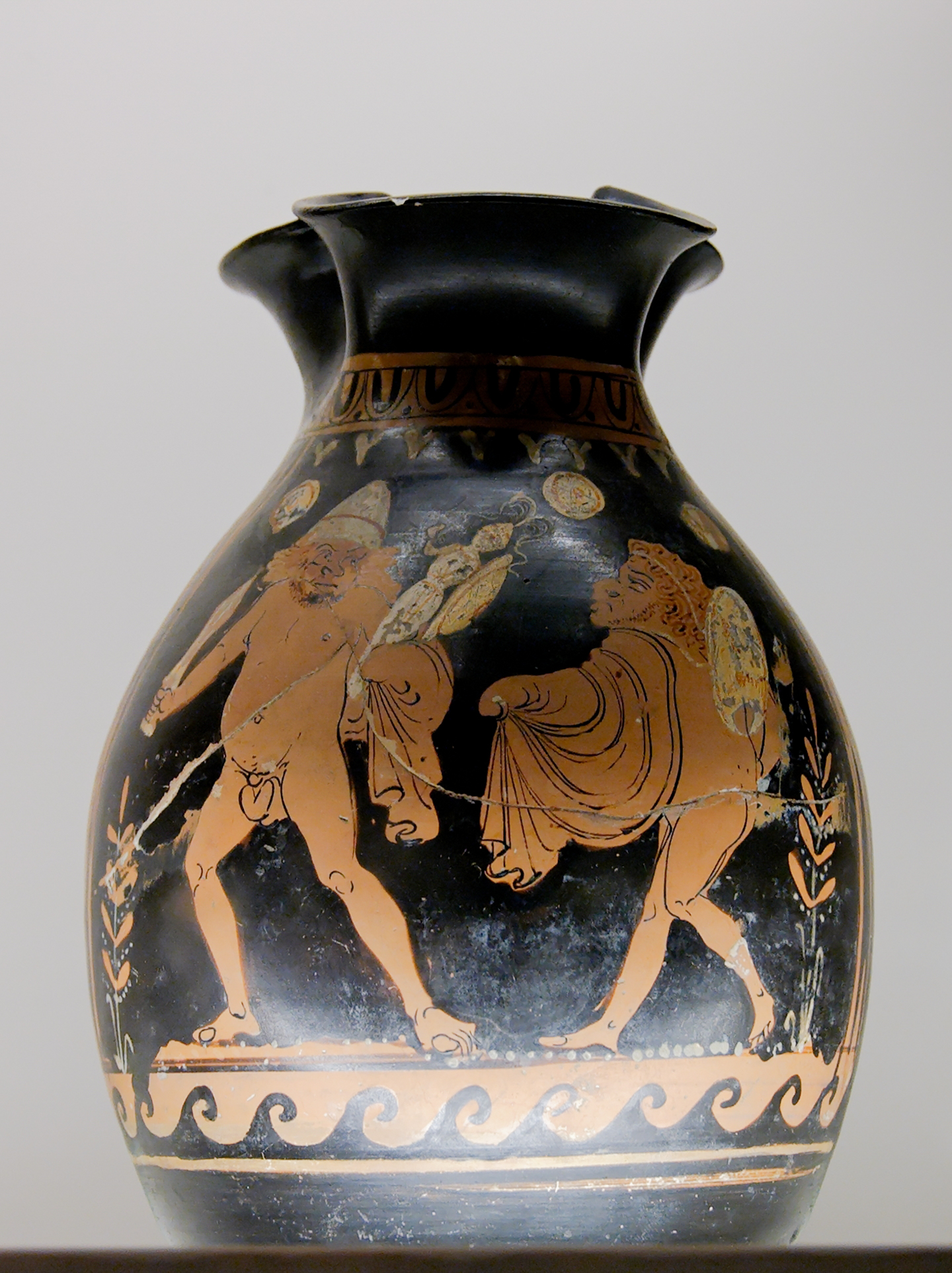
Coe apulio de figuras rojas del Pintor de Felton. Farsa flíaca con escena de un drama satírico, c. 370/360 a. C.

El coe (en griego antiguo: Χοῦς, romanizado: chous; del verbo χέω (cheo), verter; plural coes) es una antigua forma de vaso griego.
Al igual que el enócoe de tipo I, esta forma de enócoe bulboso evolucionó a partir de un olpe con boca trilobulada y asa baja y plana, era un recipiente para vino.   Los expertos lo consideran una forma especial de enócoe (p. ej., el arqueólogo británico John Beazley lo denomina enócoe tipo 3).
Comenzó a producirse en la segunda mitad del siglo VI a. C., pero se popularizó después de mediados del siglo V a. C. Se decoraba principalmente con la técnica de figuras rojas. Su altura es de aproximadamente 20 cm.
En la antigua Atenas, en el mes del Antesterión (del día 11 al 13) se celebraba la fiesta de las Antesterias en honor al dios Dioniso (también estaba muy extendida entre los jonios). El segundo día de esta fiesta, llamada choes (jarras de vino), se bebía mucho de coes (también se celebraban competiciones de vino joven en público y en privado, en homenaje a su creador). y Dioniso (probablemente su estatua o un actor con máscara) cabalgaba en la procesión en un carro con forma de barco sobre ruedas). Incluso los niños de tres años podían participar en esta celebración. Debido a la alta tasa de mortalidad infantil, se creía que los niños mayores de tres años ya habían superado el mayor peligro y eran acogidos por las personas mayores. También es posible que a estos niños (solo varones) se les regalaran pasteles más pequeños (se encontraron en tumbas infantiles; son aproximadamente la mitad más pequeños)
A principios del siglo V a. C. la forma rara vez se pintaba de forma figurativa, y alrededor del 460 al 450 a. C. se volvió a experimentar ampliamente con ella. Tuvo su apogeo en la segunda mitad del siglo. 
El coe también era una medida de volumen (unos 3,28 litros). 6 cíatos = 1 cótila , 12 cótilas  = 1 coe y 12 coes =1 metreta (que equivalía aproximadamente al volumen de un ánfora panatenaica)
Un grupo de pintores de vasos griegos (grupo de Coes) recibió el nombre del coe.

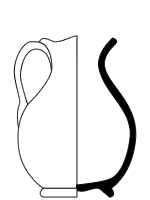
La forma del coe por fuera y por dentro.
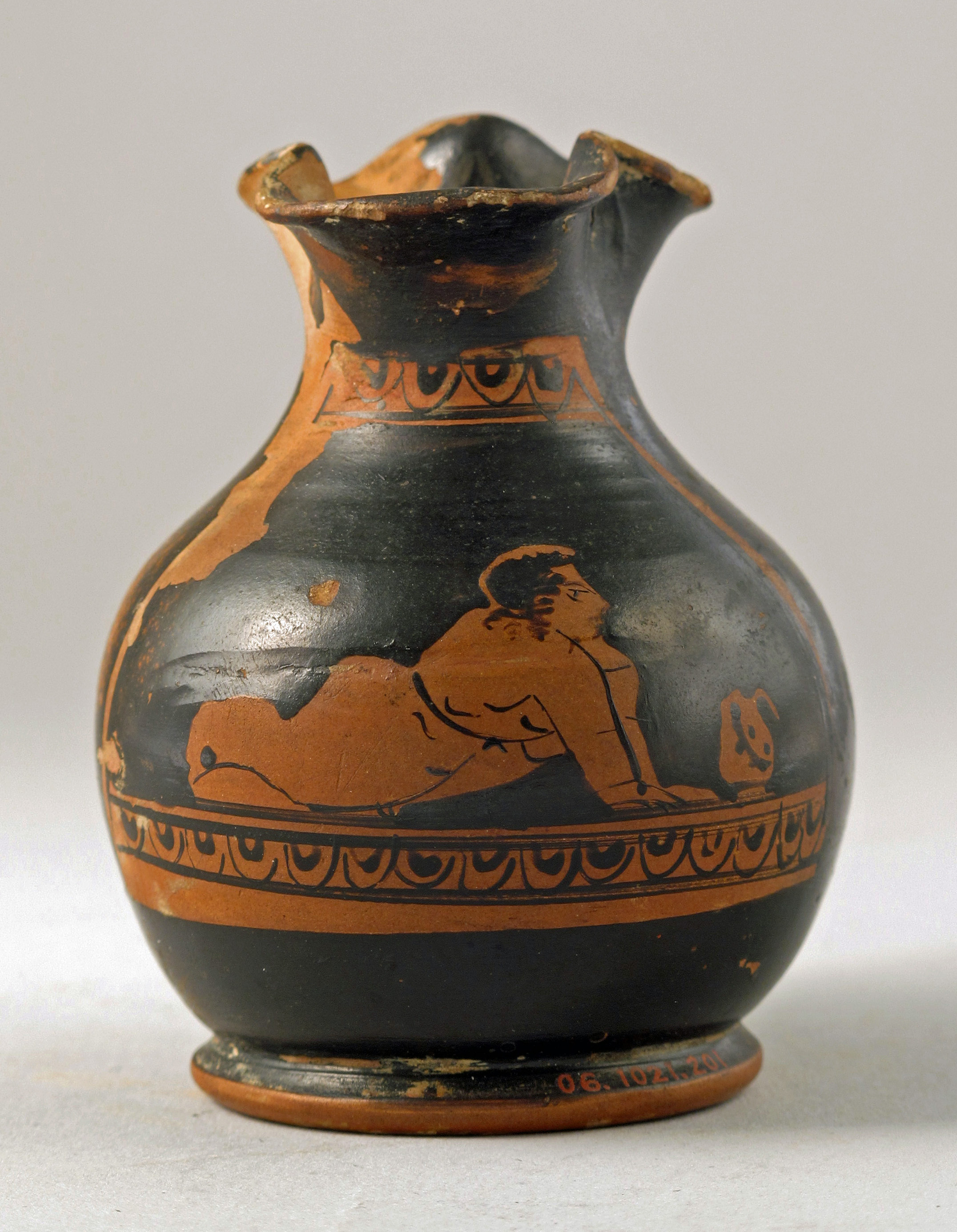
Coe, c. 420 a. C.
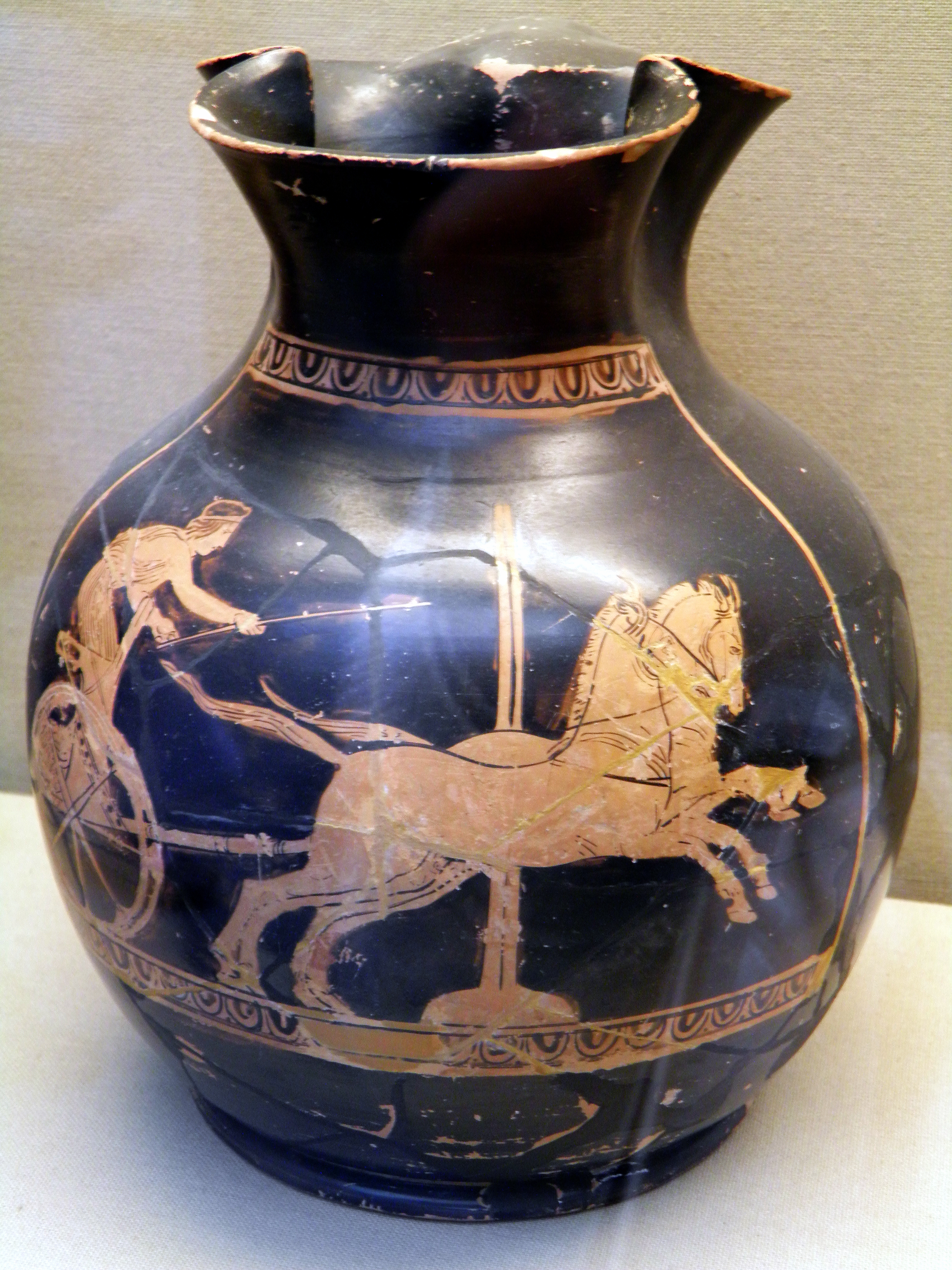
Coe, c ., 420–400 eaa.
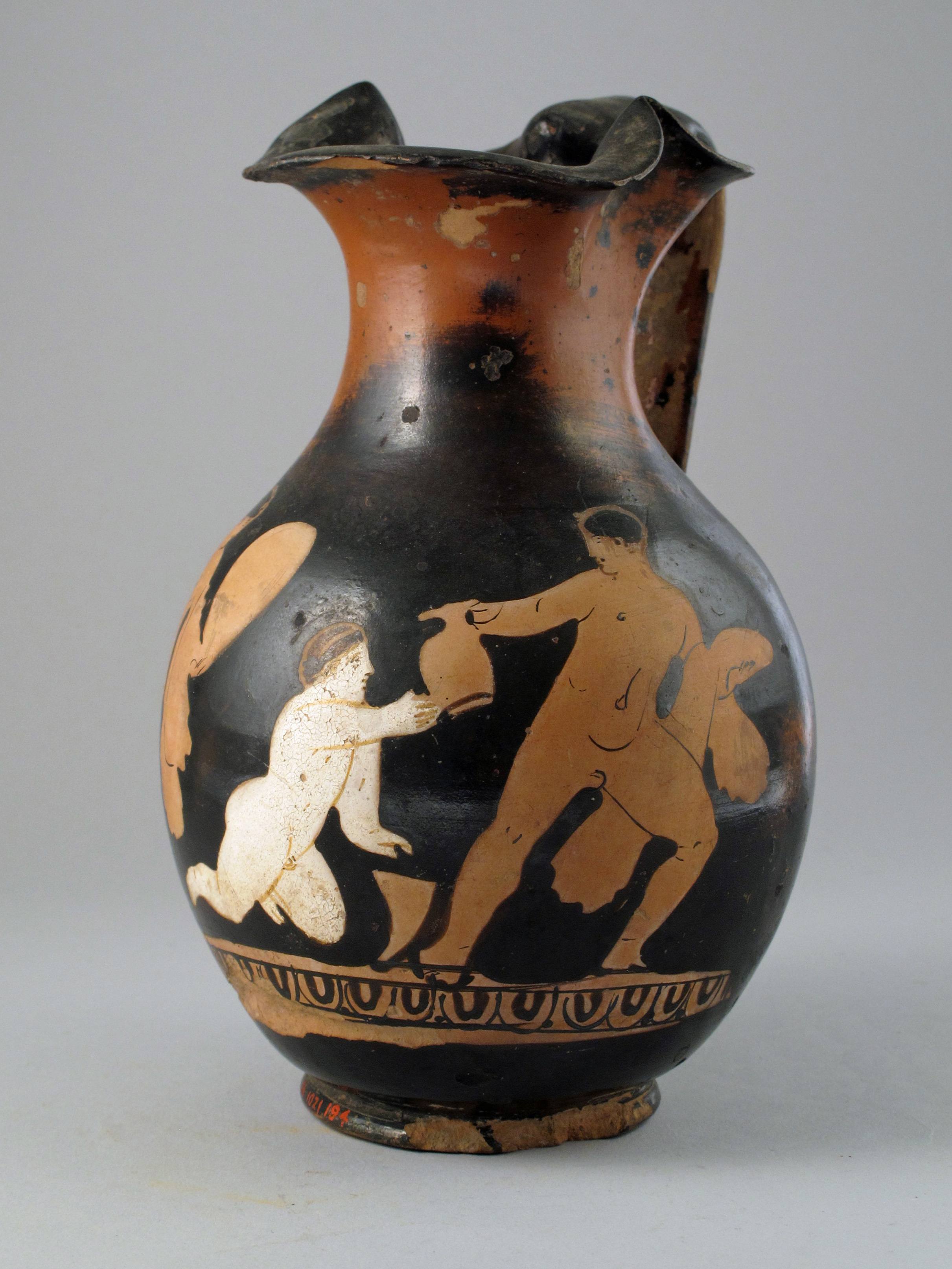
Coe, c. 400–350 a. C.